# Strigilla surinamensis
Strigilla surinamensis är en musselart som beskrevs av Boss 1972. Strigilla surinamensis ingår i släktet Strigilla och familjen Tellinidae. Inga underarter finns listade i Catalogue of Life.